# ريجنالد مايلز
ريجنالد مايلز (بالإنجليزية: Reginald Miles)‏ هو عسكري نيوزيلندي، ولد في 10 ديسمبر 1892 في Springston ‏ في نيوزيلندا، وتوفي في 20 أكتوبر 1943 في فيغيراس في إسبانيا.